# Castillo de Chapultepec
Castillo de Chapultepec är ett palats som ligger på 2.325 m ö.h.  på Chapultepechöjden i Mexico City. Det byggdes ursprungligen som residens åt Nya Spaniens vicekung Bernardo de Gálvez y Madrid. Byggnaden har haft olika användning såsom krutlager och militärakademi.

## Bakgrund
Palatset blev bombarderat av USA mellan 12 och 14 september 1847 under Mexikanska kriget (1846-1848).
Kejsar Maximilian av Habsburg lät renovera byggnaden 1864 till 1865 och använde den som residens.
Efter en tid i skymundan blev byggnaden presidentpalats 1884 för Mexikos president Porfirio Díaz. Denna funktion skulle den ha fram till 1930-talet då Rancho la Hormiga, omdöpt till Los Pinos fick denna roll.
1944 blev byggnaden klassad som nationalmonument och i dess 19 salar inrymdes Museo Nacional de Historia.
20 november 2001 sattes palatset, tillsammans med den kringliggande höjden och naturskogen, upp på Mexikos tentativa världsarvslista.